# Osiedle Grunwaldzkie (Kostrzyn)
Osiedle Grunwaldzkie – południowa część Kostrzyna, położona na południe od linii kolejowej linii kolejowej Warszawa - Poznań - granica państwa.